# Rhesala biagi
Rhesala biagi är en fjärilsart som beskrevs av George Thomas Bethune-Baker 1908. Rhesala biagi ingår i släktet Rhesala och familjen nattflyn. Inga underarter finns listade.